# اسکات فوربز (بازیکن فوتبال)
اسکات فوربز (انگلیسی: Scott Forbes؛ زادهٔ ۲۲ اکتبر ۱۹۷۶) بازیکن فوتبال اهل بریتانیا است.
از باشگاه‌هایی که در آن بازی کرده‌است می‌توان به باشگاه فوتبال کانوی ایسلند، باشگاه فوتبال سافرون والدن تاون، باشگاه فوتبال ساوتند یونایتد، باشگاه فوتبال بیشاپس استورتفورد، و باشگاه فوتبال هیبریج اشاره کرد.